# Takashi Miike
Takashi Miike (三池 崇史 Miike Takashi?,  Yao, Prefectura de Osaka, 24 de agosto de 1960) es un director de cine japonés, muy prolífico y controvertido. Ha dirigido más de cien producciones teatrales, películas y programas televisivos desde 1991. Durante solo los años 2001 y 2002, Miike dirigió quince producciones. Miike es conocido por ser un director de cine cuyas películas cubren una gran variedad de géneros diferentes, que van desde lo violento y extraño hasta películas dramáticas y familiares. Se dice de él que es capaz de hacer cualquier tipo de género. Es una figura controversial en la industria contemporánea del cine japonés, y es conocido también por su estrecha amistad con Sion Sono. Algunas de sus películas más conocidas son la trilogía de acción y suspenso Dead or Alive, el controvertido filme de cine gore Ichi, The Killer, la comedia de terror Gozu, el exitoso drama-horror One Missed Call (2003) y la polémica y aclamada película de culto Audition, así como varios refritos: Cementerio Yakuza, Hara-kiri: Muerte de un samurai y 13 asesinos.

## Biografía

### Primeros años
Takashi Miike nació en Yao, una pequeña ciudad de clase obrera repleta de yakuzas a las afueras de Osaka (Japón), el 24 de agosto de 1960, donde su familia llegó desde el lugar de nacimiento de su abuela Kumamoto (Kyushu del Sur). Durante la Segunda Guerra Mundial sus abuelos se establecieron en China y Corea y regresaron a Osaka, inmediatamente después de la guerra. Takashi Miike crece en un país habitado predominantemente por familias inmigrantes, en su mayoría coreanas y pertenecientes a la clase trabajadora (tema que suele verse en algunas de sus películas). Hijo de una costurera y un soldador que suele emplear su tiempo libre bebiendo y jugando, pero también suele frecuentar el cine local, y es precisamente aquí donde un Miike adolescente tiene su primer contacto con el cine.
En realidad, su principal pasión eran las carreras y de joven formó parte de un grupo de motoristas que soñaban con ser profesionales y pasaban las horas haciendo carreras en las que, desafortunadamente, perdió varios amigos. «Perdí mucho, pero al mismo tiempo, y al estar constantemente tan cerca de la muerte, experimenté muchas emociones» (Miike en Mes, 2006). Sin talento para ser un profesional del motociclismo y sin ganas de estudiar ni de trabajar, la única alternativa habría sido unirse a la yakuza, muy presente en su vida cotidiana y opción que escogieron algunos de sus amigos, pero esto también habría requerido demasiado esfuerzo.
El encuentro con el mundo de la televisión y el cine se produce casi por casualidad. Un día se emite en la radio un anuncio sobre un curso de dirección de fotografía en Yokohama, donde no se exige ningún examen para acceder y donde se ofrece una oportunidad para todos aquellos jóvenes que no quieren estudiar en la Universidad y pensó que era la oportunidad perfecta para escapar de casa y no hacer nada. Y así, a los dieciocho años, el joven Miike abandona Osaka para ir a estudiar a Yokohama, a la escuela fundada por Shôhei Imamura, donde se le abrirá un mundo nuevo.
Apenas asistió a clase durante el primer año y en el segundo año de carrera, comenzó a trabajar (sin remuneración) como asistente de producción en la serie de televisión Black Jack (1981), y a partir de aquí, continuó trabajando a un ritmo frenético como autónomo en equipos de producción de dramas y series televisivas durante diez años, hasta llegar al puesto de asistente de dirección. Pero en cierto momento se dio cuenta de que trabajar en la producción de dramas televisivos no dejaba lugar a la creatividad y empieza a pensar que en el cine tendría la oportunidad de crear algo particular y único. Y cuando el fundador y decano de su escuela, Shôhei Imamura, necesitó a tres asistentes de dirección para Zegen (1987), lo contrato como tercer asistente. 
Después de esta primera experiencia en el campo cinematográfico, trabajó junto a otros directores y luego volvió a trabajar con Imamura en 1989 con Lluvia negra (Black Rain), ganadora de la Palma de Oro en el Festival de Cine de Cannes. Esta película también marca la primera aparición de Miike frente a la cámara (en un par de escenas).
A principios de los años 90, la productora Toei, gracias a las favorables condiciones económicas presentes en Japón en ese momento, comenzó a producir películas para el mercado en pleno auge llamado V-Cinema, que principalmente eran películas de  acción que contenían elementos cómicos y eróticos y que daban la oportunidad a nuevos directores de crecer. Así fue como Miike empezó su aventura en el V-Cinema, esta vez como director.

### Carrera
Las primeras películas de Miike fueron producciones para la televisión, pero también comenzó a trabajar en varias películas de V-Cinema directas a video. Miike todavía dirige producciones de V-Cinema intermitentemente debido a la libertad creativa que da la baja censura del medio y la permisividad de los productores con cintas arriesgadas.
Se cree que el debut teatral de Miike fue con Shinjuku Triad Society (1995), pero su película Daisan no gokudô había estado en los cines algunos meses antes.  Sin embargo el primer lanzamiento teatral que ganó atención pública, fue el de Shinjuku Triad Society. Esta película mostraba su estilo extremo y los temas recurrentes en sus producciones. El éxito de esta película le dio la libertad de trabajar en películas con presupuesto más alto. Shinjuku Triad Society también fue la primera película de lo que se conoce como, su "Trilogía de la sociedad negra", que también incluye Rainy Dog (1997) y Ley Lines (1999). La popularidad le llegó en 2000 con la película romántica de terror Audition (Ôdishon) (1999), y su película sobre yakuzas Dead or Alive (1999), la cual fue presentada en festivales internacionales. Después de eso fue ganando seguidores de culto en Occidente, que han aumentado con los lanzamientos en DVD de sus trabajos.

## Controversias
Varias de las películas de Miike han sido objeto de escrutinio debido a su fuerte violencia. Su película de terror de 2001, Ichi the Killer, adaptada de un manga homónimo y protagonizada por Tadanobu Asano en el papel de un yakuza sadomasoquista, fue muy controvertida; durante su estreno internacional en el Festival Internacional de Cine de Toronto en 2001, el público recibió «bolsas para el vómito» con el logotipo de la película como un truco promocional. La British Board of Film Classification se negó a permitir el estreno de la película sin cortes en el Reino Unido, alegando sus niveles extremos de violencia sexual hacia las mujeres; la película requirió 3 minutos y 15 segundos de cortes obligatorios para que se permitiera su estreno. En Hong Kong, se cortaron 16 minutos y 59 segundos de metraje. Ichi the Killer también fue prohibida en Noruega, Alemania y Malasia.
En 2005, Miike fue invitado a dirigir un episodio de la serie antológica Masters of Horror. La serie, que incluía episodios de directores de terror consagrados como John Carpenter, Tobe Hooper y Dario Argento, debía proporcionar a los directores una relativa libertad creativa y relajar las restricciones sobre el contenido violento y sexual (se editó parte del contenido sexual del episodio «Jenifer», dirigido por Argento). Sin embargo, cuando la cadena de cable Showtime adquirió los derechos de la serie, el episodio de Miike, «Imprint», fue considerado demasiado perturbador para la cadena. Showtime lo canceló de su programación incluso después de largas negociaciones, aunque se mantuvo como parte del lanzamiento de la serie en DVD. Mick Garris, creador y productor ejecutivo de la serie, describió el episodio como «increíble, pero difícil incluso para mí de ver... definitivamente la película más perturbadora que he visto».
Aunque «Imprint» aún no se ha emitido en Estados Unidos, sí lo ha hecho en Bravo en el Reino Unido, en FX en México, Sudamérica y Centroamérica, República Dominicana, Francia, Israel, Turquía, en Cuatro (canal de televisión) en España, en Nelonen en Finlandia y en Rai 3 en Italia. Anchor Bay Entertainment, que se ha encargado de los lanzamientos en DVD de la serie Masters of Horror en Estados Unidos, lanzó «Imprint» sin cortes en DVD de la Región 1 el 26 de septiembre de 2006.

## Filmografía completa

### Director
| Año                                                                                               | Título                                                                             | Título en japonès                                                                             | Transcripción                                                      | Tipo             |
| 1991                                                                                              |                                                                                    |                                                                                               |                                                                    |                  |
| ------------------------------------------------------------------------------------------------- | ---------------------------------------------------------------------------------- | --------------------------------------------------------------------------------------------- | ------------------------------------------------------------------ | ---------------- |
| 1991                                                                                              | Eyecatch Junction                                                                  | 突風！ ミニパト隊 アイキャッチ・ジャンクション                                                | Toppū! Minipato Tai - Aikyacchi Jankushon                          | Vídeo            |
| 1991                                                                                              | Lady Hunter: Prelude To Murder                                                     | レディハンター 殺しのプレュード                                                               | Redi Hantā: Koroshi No Pureryūdo                                   | Vídeo            |
| 1991                                                                                              | Last Run: 100 Million Yen's Worth of Love & Betrayal                               | 疾走フェラーリ250GTO/ラスト・ラン～愛と裏切りの百億円                                         | Shissō Feraari 250 GTO / Rasuto Ran: Ai To Uragiri No Hyaku-oku En | Película para TV |
| 1992                                                                                              |                                                                                    |                                                                                               |                                                                    |                  |
| A Human Murder Weapon                                                                             | 人間兇器 愛と怒りのリング                                                          | Ningen Kyōki: Ai To Ikari No Ringu                                                            | Vídeo                                                              |                  |
| 1993                                                                                              |                                                                                    |                                                                                               |                                                                    |                  |
| Bodyguard Kiba                                                                                    | ボディガード牙                                                                     | Bodigādo Kiba                                                                                 | Vídeo                                                              |                  |
| Oretachi wa tenshi ja nai                                                                         | 俺達は天使じゃない                                                                 | Oretachi Wa Tenshi Ja Nai                                                                     | Vídeo                                                              |                  |
| Oretachi wa tenshi ja nai 2                                                                       | 俺達は天使じゃない２                                                               | Oretachi Wa Tenshi Ja Nai 2                                                                   | Vídeo                                                              |                  |
| 1994                                                                                              |                                                                                    |                                                                                               |                                                                    |                  |
| Shinjuku Outlaw                                                                                   | 新宿アウトロー                                                                     | Shinjuku autoroo                                                                              | Vídeo                                                              |                  |
| Bodyguard Kiba: Apocalypse of Carnage                                                             | 修羅の黙示録 ボディーガード牙                                                      | Shura No Mokushiroku: Bodigādo Kiba                                                           | Vídeo                                                              |                  |
| 1995                                                                                              |                                                                                    |                                                                                               |                                                                    |                  |
| The Third Yakuza (The Third Gangster)                                                             | 第三の極道                                                                         | Daisan no gokudō                                                                              | Película                                                           |                  |
| Bodyguard Kiba: Apocalypse of Carnage 2                                                           | 修羅の黙示録2 ボディーガード牙                                                     | Shura No Mokushiroku 2: Bodigādo Kiba                                                         | Vídeo                                                              |                  |
| Osaka Tough Guys                                                                                  | なにわ遊侠伝                                                                       | Naniwa Yūkyōden                                                                               | Vídeo                                                              |                  |
| Shinjuku Triad Society                                                                            | 新宿黒社会 チャイナ マフィア戦争                                                   | Shinjuku Kuroshakai: Chaina Mafia Sensō                                                       | Película                                                           |                  |
| 1996                                                                                              |                                                                                    |                                                                                               |                                                                    |                  |
| New Third Yakuza: Outbreak Kansai Yakuza Wars (New Third Gangster: Outbreak Kansai Yakuza Wars)   | 新・第三の極道 勃発 関西極道ウォーズ！！                                           | Shin Daisan No Gokudō: Boppatsu Kansai Gokudō Sensō                                           | Vídeo                                                              |                  |
| New Third Yakuza II (New Third Gangster 2)                                                        | 新・第三の極道II                                                                   | Shin daisan no gokudō II                                                                      | Vídeo                                                              |                  |
| Ambition Without Honor                                                                            | 仁義なき野望                                                                       | Jingi naki yabō                                                                               | Vídeo                                                              |                  |
| Peanuts                                                                                           | ピイナッツ 落華星                                                                  | Piinattsu: Rakkasei                                                                           | Vídeo                                                              |                  |
| The Way to Fight                                                                                  | 喧嘩の花道 大阪最強伝説                                                            | Kenka No Hanamichi: Ōsaka Saikyō Densetsu                                                     | Vídeo                                                              |                  |
| Fudoh: The New Generation                                                                         | 極道戦国志 不動                                                                    | Gokudō sengokushi: Fudō                                                                       | Película                                                           |                  |
| 1997                                                                                              |                                                                                    |                                                                                               |                                                                    |                  |
| Ambition Without Honor 2                                                                          | 仁義なき野望2                                                                      | Jingi naki yabō 2                                                                             | Vídeo                                                              |                  |
| Young Thugs: Innocent Blood                                                                       | 岸和田少年愚連隊 血煙り純情篇                                                      | Kishiwada shōnen gurentai: Chikemuri junjō-hen                                                | Película                                                           |                  |
| Rainy Dog                                                                                         | 極道黒社会 RAINY DOG                                                               | Gokudō kuroshakai                                                                             | Película                                                           |                  |
| Full Metal Yakuza                                                                                 | FULL METAL 極道                                                                    | Full Metal gokudō                                                                             | Vídeo                                                              |                  |
| 1998                                                                                              |                                                                                    |                                                                                               |                                                                    |                  |
| The Bird People in China                                                                          | 中国の鳥人                                                                         | Chûgoku no chôjin                                                                             | Película                                                           |                  |
| Andromedia                                                                                        | アンドロメデイア andromedia                                                        | Andoromedia                                                                                   | Película                                                           |                  |
| Blues Harp                                                                                        | BLUES HARP ブルース・ハープ                                                        | BLUES HARP                                                                                    | Película                                                           |                  |
| Young Thugs: Nostalgia                                                                            | 岸和田少年愚連隊 望郷                                                              | Kishiwada shōnen gurentai: Bōkyō                                                              | Película                                                           |                  |
| Zuiketsu gensō: Tonkararin yume densetsu                                                          | 隧穴幻想 トンカラリン夢伝説                                                        | Zuiketsu gensō: Tonkararin yume densetsu                                                      | Mediometraje                                                       |                  |
| 1999                                                                                              |                                                                                    |                                                                                               |                                                                    |                  |
| Man, A Natural Girl                                                                               | 天然少女萬                                                                         | Tennen shōjo Man                                                                              | Miniserie de TV                                                    |                  |
| Ley Lines                                                                                         | 日本黒社会                                                                         | Nihon kuroshakai                                                                              | Película                                                           |                  |
| Silver                                                                                            | シルバー SILVER                                                                    | Shirubā                                                                                       | Vídeo                                                              |                  |
| Audition                                                                                          | オーディション                                                                     | Ōdishon                                                                                       | Película                                                           |                  |
| Salaryman Kintaro                                                                                 | サラリーマン金太郎                                                                 | Sararīman Kintarō                                                                             | Película                                                           |                  |
| Man, Next Natural Girl: 100 Nights In Yokohama (N-Girls Vs Vampire)                               | 天然少女萬NEXT 横浜百夜篇                                                          | Tennen shōjo Man next: Yokohama hyaku-ya hen                                                  | Película para TV                                                   |                  |
| Dead or Alive                                                                                     | DEAD OR ALIVE 犯罪者                                                               | Dead or Alive: Hanzaisha                                                                      | Película                                                           |                  |
| 2000                                                                                              |                                                                                    |                                                                                               |                                                                    |                  |
| The Making of Gemini                                                                              | MAKING OF 双生児 ー 塚本晋也が乱歩する                                             | Tsukamoto Shin'ya ga Ranpo suru                                                               | Documental Making of                                               |                  |
| MPD Psycho                                                                                        | 多重人格探偵サイコ/雨宮一彦の帰還                                                  | Tajū jinkaku tantei saiko: Amamiya Kazuhiko no kikan                                          | Miniserie de TV                                                    |                  |
| The City of Lost Souls (The City of Strangers) (The Hazard City)                                  | 漂流街 THE HAZARD CITY                                                             | Hyōryū-gai                                                                                    | Película                                                           |                  |
| Dead or alive 2: Sangre yakuza (Dead or Alive 2: Birds)                                           | DEAD OR ALIVE 2 逃亡者                                                             | Dead or Alive 2: Tōbōsha                                                                      | Película                                                           |                  |
| 2001                                                                                              |                                                                                    |                                                                                               |                                                                    |                  |
| Kikuchi-jō monogatari: sakimori-tachi no uta                                                      | 鞠智城物語 防人たちの唄                                                            | Kikuchi-jō monogatari: sakimori-tachi no uta                                                  | Mediometraje                                                       |                  |
| La felicidad de los Katakuri (The Happiness of the Katakuris)                                     | カタクリ家の幸福                                                                   | Katakuri-ke no kōfuku                                                                         | Película                                                           |                  |
| Family                                                                                            | FAMILY ファミリー                                                                  | Famiri                                                                                        | Película                                                           |                  |
| Family 2                                                                                          | FAMILY 2 ファミリー 2                                                              | Famiri 2                                                                                      | Vídeo                                                              |                  |
| Visitor Q                                                                                         | ビジターQ                                                                          | Bijitā Q                                                                                      | Película                                                           |                  |
| Agitator                                                                                          | 荒ぶる魂たち                                                                       | Araburu tamashii-tachi                                                                        | Película                                                           |                  |
| The Guys from Paradise                                                                            | 天国から来た男たち                                                                 | Tengoku kara kita otoko-tachi                                                                 | Película                                                           |                  |
| Ichi the killer                                                                                   | 殺し屋1                                                                            | Koroshiya 1                                                                                   | Película                                                           |                  |
| 2002                                                                                              |                                                                                    |                                                                                               |                                                                    |                  |
| Dead or Alive III: Duelo Final (Dead or Alive: Final)                                             | DEAD OR ALIVE FINAL                                                                |                                                                                               | Película                                                           |                  |
| Onna kunishū ikki                                                                                 | おんな 国衆一揆                                                                    | Onna kunishū ikki                                                                             | Mediometraje                                                       |                  |
| Kumamoto Stories (Kumamoto Monogatari)                                                            | 熊本物語                                                                           | Kumamoto monogatari                                                                           | Película de episodios                                              |                  |
| Sabu                                                                                              | SABU さぶ                                                                          | Sabu                                                                                          | Película para TV                                                   |                  |
| Cementerio Yakuza (Graveyard of Honor)                                                            | 新・仁義の墓場                                                                     | Shin jingi no hakaba                                                                          | Película                                                           |                  |
| Pandōra (Kōji Kikkawa)                                                                            | パンドラ                                                                           | Pandōra                                                                                       | Vídeoclip                                                          |                  |
| Shangri-La                                                                                        | 金融破滅ニッポン 桃源郷の人々                                                      | Kin'yū hametsu Nippon: Tōgenkyō no hito-bito                                                  | Película                                                           |                  |
| Deadly Outlaw: Rekka (Violent Fire)                                                               | 実録・安藤昇侠道（アウトロー）伝 烈火                                              | Jitsuroku Andō Noboru kyōdō-den: Rekka                                                        | Película                                                           |                  |
| Part-time Detective                                                                               | パートタイム探偵                                                                   | Pāto-taimu tantei                                                                             | Película para TV                                                   |                  |
| The Gundogs (The Gundogs Perfect DVD Plus!) (Kōji Kikkawa)                                        | ザ・ガンドッグス The Gundogs Perfect DVD Plus! 吉川 晃司X三池崇史                  | The Gundogs Perfect DVD Plus!                                                                 | Vídeoclip                                                          |                  |
| 2003                                                                                              |                                                                                    |                                                                                               |                                                                    |                  |
| The Man in White                                                                                  | 許されざる者                                                                       | Yurusarezaru mono                                                                             | Película                                                           |                  |
| The Man in White Part 2: Requiem for the Lion                                                     | 許されざる者 第二章 獅子たちの鎮魂歌                                               | Yurusarezaru mono dainishô: Shishi-tachi no chinkonka                                         | Película                                                           |                  |
| Yakuza Demon                                                                                      | 鬼哭 kikoku                                                                        | Kikoku                                                                                        | Vídeo                                                              |                  |
| Love Jellyfish (Kōji Kikkawa)                                                                     | 恋のジェリーフィッシュ                                                             | Koi No Jellyfish                                                                              | Vídeoclip                                                          |                  |
| Gozu                                                                                              | 極道恐怖大劇場 牛頭 GOZU                                                           | Gokudō kyōfu dai-gekijō: Gozu                                                                 | Película                                                           |                  |
| The Negotiator                                                                                    | 交渉人                                                                             | Kōshōnin                                                                                      | Película para TV                                                   |                  |
| Llamada perdida                                                                                   | 着信アリ                                                                           | Chakushin Ari                                                                                 | Película                                                           |                  |
| 2004                                                                                              |                                                                                    |                                                                                               |                                                                    |                  |
| Zebraman                                                                                          | ゼブラーマン                                                                       | Zeburāman                                                                                     | Película                                                           |                  |
| Part-time Detective 2                                                                             | パートタイム探偵2                                                                  | Pāto-taimu tantei 2                                                                           | Película para TV                                                   |                  |
| Three... Extremes (Episodio: Box)                                                                 | 三更2                                                                              | Saam gaang yi                                                                                 | Película de episodios                                              |                  |
| Izo                                                                                               | IZO                                                                                | IZO                                                                                           | Película                                                           |                  |
| Demon Pond                                                                                        | 夜叉ヶ池                                                                           | Yasha Ga Ike                                                                                  | Obra de teatro (DVD 2005)                                          |                  |
| 2005                                                                                              |                                                                                    |                                                                                               |                                                                    |                  |
| Live Golden Years Thanks 0201 at Budokan                                                          |                                                                                    |                                                                                               | Documental. Concierto.                                             |                  |
| Ultraman Max                                                                                      | ウルトラマンマックス                                                               | Urutoraman Makkusu                                                                            | Serie de TV. Episodios 15 y 16                                     |                  |
| La Gran Guerra Yokai (The Great Yokai War)                                                        | 妖怪大戦争                                                                         | Yokai Daisenso                                                                                | Película                                                           |                  |
| Like a Dragon: Prologue                                                                           | 龍が如く 〜序章〜                                                                  | Ryu ga Gotoku ~ Josho ~                                                                       | Mediometraje. (Director general) (DVD 2006)                        |                  |
| 2006                                                                                              |                                                                                    |                                                                                               |                                                                    |                  |
| Big Bang Love, Juvenile A (4.6 Billion Years Of Love)                                             | 46億年の恋                                                                         | 46-okunen no koi                                                                              | Película                                                           |                  |
| Masters of Horror Episodio: Huella (Imprint)                                                      | インプリント ～ぼっけえ、きょうてえ～                                              | Inpurinto ~bokke kyote~                                                                       | Serie de TV. Teporada 1. Episodio 13                               |                  |
| Waru                                                                                              | 悪 WARU                                                                            | Waru                                                                                          | Película                                                           |                  |
| Waru: kanketsu-hen                                                                                | 悪 WARU 完結編                                                                     | Waru: kanketsu-hen                                                                            | Vídeo                                                              |                  |
| Sun Scarred                                                                                       | 太陽の傷                                                                           | Taiyo no kizu                                                                                 | Película                                                           |                  |
| 2007                                                                                              |                                                                                    |                                                                                               |                                                                    |                  |
| Like a Dragon                                                                                     | 龍が如く 劇場版                                                                    | Ryû ga gotoku: gekijô-ban                                                                     | Película                                                           |                  |
| Sukiyaki Western Django                                                                           | スキヤキ・ウエスタン ジャンゴ                                                      | Sukiyaki Uesutan Jango                                                                        | Película                                                           |                  |
| Crows Zero                                                                                        | クローズZERO                                                                       | Kurōzu Zero                                                                                   | Película                                                           |                  |
| Detective Story                                                                                   | 探偵物語                                                                           | Tantei monogatari                                                                             | Película                                                           |                  |
| Miike Takashi × Aikawa Show: Zatoichi (Zatoichi - Stage play)                                     | 三池崇史x哀川翔『座頭市』                                                          | Miike Takashi × Aikawa Shô: Zatôichi (Theatrical Play)                                        | Obra de teatro. (DVD 2008)                                         |                  |
| Pledge to Peace                                                                                   | 平和への誓約（うけい）                                                             | Heiwa e No Seiyaku (Ukei)                                                                     | Anime Vídeo                                                        |                  |
| 2008                                                                                              |                                                                                    |                                                                                               |                                                                    |                  |
| K-tai Investigator 7                                                                              | ケータイ捜査官7                                                                    | Keitai Sōsakan 7                                                                              | Serie de TV. Episodios 1, 23 y 45                                  |                  |
| God's Puzzle                                                                                      | 神様のパズル                                                                       | Kamisama no pazuru                                                                            | Película                                                           |                  |
| 2009                                                                                              |                                                                                    |                                                                                               |                                                                    |                  |
| Yatterman                                                                                         | ヤッターマン                                                                       | Yattaaman                                                                                     | Película                                                           |                  |
| Crows Zero II                                                                                     | クローズZERO II                                                                    | Kurōzu Zero II                                                                                | Película                                                           |                  |
| 2010                                                                                              |                                                                                    |                                                                                               |                                                                    |                  |
| Zebraman 2: Attack on Zebra City                                                                  | ゼブラーマン -ゼブラシティの逆襲                                                   | Zeburāman -Zebura Shiti no Gyakushū-                                                          | Película                                                           |                  |
| 13 Asesinos                                                                                       | 十三人の刺客                                                                       | Jūsannin no Shikaku                                                                           | Película                                                           |                  |
| 2011                                                                                              |                                                                                    |                                                                                               |                                                                    |                  |
| Hara-kiri: Muerte de un samurai                                                                   | 一命                                                                               | Ichimei                                                                                       | Película                                                           |                  |
| Ninja Kids                                                                                        | 忍たま乱太郎                                                                       | Nintama Rantarô                                                                               | Película                                                           |                  |
| Q.P.                                                                                              | QP                                                                                 | QP                                                                                            | Serie de TV                                                        |                  |
| 2012                                                                                              |                                                                                    |                                                                                               |                                                                    |                  |
| Phoenix Wright: Ace Attorney                                                                      | 逆転裁判                                                                           | Gyakuten Saiban                                                                               | Película                                                           |                  |
| For Love's Sake                                                                                   | 愛と誠                                                                             | Ai To Makoto                                                                                  | Película                                                           |                  |
| Lesson of the Evil                                                                                | 悪の教典                                                                           | Aku No Kyôten                                                                                 | Película                                                           |                  |
| 2013                                                                                              |                                                                                    |                                                                                               |                                                                    |                  |
| Los protectores (Shield of Straw)                                                                 | 藁の楯                                                                             | Wara No Tate                                                                                  | Película                                                           |                  |
| The Mole Song: Undercover Agent Reiji                                                             | 土竜の唄潜入捜査官REIJI                                                            | Mogura no uta: Sennyû sôsakan Reiji                                                           | Película                                                           |                  |
| Blue Planet Brothers                                                                              | 地球兄弟                                                                           | Chikyû Kyôdai                                                                                 | Serie web. 10 episodios                                            |                  |
| 2014                                                                                              |                                                                                    |                                                                                               |                                                                    |                  |
| Over Your Dead Body                                                                               | 喰女 -クイメ-                                                                      | Kuime                                                                                         | Película                                                           |                  |
| As the Gods Will                                                                                  | 神さまの言うとおり                                                                 | Kamisama No Iu Tôri                                                                           | Película                                                           |                  |
| 2015                                                                                              |                                                                                    |                                                                                               |                                                                    |                  |
| Chikyu Nagegoro Uchu no Aragaoto                                                                  | 地球投五郎宇宙荒事（ちきゅうなげごろううちゅうのあらごと）                         | Chikyu Nagegoro Uchu no Aragaoto                                                              | Obra de teatro. Roppongi Kabuki.                                   |                  |
| The Lion Standing in the Wind                                                                     | 風に立つライオン                                                                   | Kaze ni Tatsu Raion                                                                           | Película                                                           |                  |
| Yakuza Apocalypse                                                                                 | 極道大戦争                                                                         | Gokudô Daisensô                                                                               | Película                                                           |                  |
| 2016                                                                                              |                                                                                    |                                                                                               |                                                                    |                  |
| Korogashi-ya no Pun                                                                               | ころがし屋のプン                                                                   | Korogashi Ya no Pun (Puchi Puchi Anime)                                                       | Miniserie de TV. Animación stop motion. 3 episodios                |                  |
| Terra Formars                                                                                     | テラフォーマーズ                                                                   | Tera Fômâzu                                                                                   | Película                                                           |                  |
| The Mole Song 2: Hong Kong Capriccio                                                              | 土竜の唄 香港狂騒曲                                                                | Mogura no uta: Honkon kyôsô-kyoku                                                             | Película                                                           |                  |
| 2017                                                                                              |                                                                                    |                                                                                               |                                                                    |                  |
| Zatoichi                                                                                          | 座頭市（仮)                                                                        |                                                                                               | Obra de Teatro. Roppongi Kabuki Part 2                             |                  |
| Idol × Warrior Miracle Tunes!                                                                     | アイドル×戦士 ミラクルちゅーんず！                                                 | Aidoru Senshi Mirakuru Chūnzu!                                                                | Serie de TV. Episodios 1 y 2                                       |                  |
| La espada del inmortal (Blade of the Immortal)                                                    | 無限の住人                                                                         | Mugen No Jūnin                                                                                | Película                                                           |                  |
| Jojo Bizarre Adventure: Diamond Is Unbreakable                                                    | ジョジョの奇妙な冒険 ダイヤモンドは砕けない第一章                                  | JoJo no kimyô na bôken: Daiyamondo wa kudakenai - dai-isshô                                   | Película                                                           |                  |
| Dancing With My Fingers (Miyavi)                                                                  | Dancing With My Fingers / MIYAVI vs 三浦大知                                       | Dancing With My Fingers / MIYAVI vs Miura Daichi                                              | Vídeoclip                                                          |                  |
| 2018                                                                                              |                                                                                    |                                                                                               |                                                                    |                  |
| Magical × Heroine Magimajo Pures!                                                                 | 魔法×戦士 マジマジョピュアーズ！                                                   | Mahō Senshi Majimajo Pyuāzu!                                                                  | Serie de TV. Episodios 1 y 2                                       |                  |
| Laplace's Witch                                                                                   | ラプラスの魔女                                                                     | Rapurasu No Majo                                                                              | Película                                                           |                  |
| 2019                                                                                              |                                                                                    |                                                                                               |                                                                    |                  |
| Rashomon                                                                                          | 羅生門                                                                             | Rashōmon                                                                                      | Obra de teatro. Roppongi Kabuki Part 3                             |                  |
| Secret × Heroine Phantomirage!                                                                    | ひみつ×戦士 ファントミラージュ!                                                    | Himitsu Senshi Fantomirāju!                                                                   | Serie de TV. Episodios 1, 2, 25, 26                                |                  |
| First Love                                                                                        | 初恋                                                                               | Hatsukoi                                                                                      | Película                                                           |                  |
| Revenge of the Three (Brawl Stars)                                                                | 三人の復讐者 「ブロスタ」                                                          | Sannin no fukushū-sha (burosuta)                                                              | Cortometraje publicitario                                          |                  |
| That Moment, My Heart Cried (CINEMA FIGHTERS project)                                             | その瞬間、僕は泣きたくなった －CINEMA FIGHTERS project－                           | Sono Shukan, Boku wa Nakitaku Natta -Cinema Fighters Project-                                 | Película de episodios: Corto: Beautiful                            |                  |
| Samurai Shodown: The Legend of Samurai                                                            | サムライスピリッツ：朧月伝説                                                       | Samurai Spirits - Oborozuki Densetsu                                                          | Cortometraje publicitario                                          |                  |
| 2020                                                                                              |                                                                                    |                                                                                               |                                                                    |                  |
| Secret × Heroine Phantomirage!: Eiga ni Natte Chodaishimasu                                       | 劇場版 ひみつ×戦士 ファントミラージュ！ ～映画になってちょーだいします～           | Gekijoban Himitsu × Senshi Fantomirage! Eiga ni Natte Chodaishimasu                           | Película                                                           |                  |
| Police x Heroine Lovepatrina!                                                                     | ポリス×戦士 ラブパトリーナ!                                                        | Porisu x Senshi Rabu Patoriina                                                                | Serie de TV. Episodios 1 y 2                                       |                  |
| Tabe-O-Ja                                                                                         | タベオウジャ                                                                       | Tabe-O-Ja                                                                                     | 4 Cortometrajes publicitarios                                      |                  |
| 2021                                                                                              |                                                                                    |                                                                                               |                                                                    |                  |
| Police x Heroine Lovepatrina! ~Challenge from a Phantom Thief! Let's Arrest with Love and a Pat!~ | 劇場版 ポリス×戦士 ラブパトリーナ! 〜怪盗からの挑戦！ ラブでパパッとタイホせよ！〜 | Gekijo-ban Porisu × Senshi rabupatorina! ~ Kaito kara no chosen! Rabu de papatto taiho seyo!~ | Película                                                           |                  |
| Bittomo × Heroine Kirameki Powers!                                                                | ビッ友x戦士 キラメキパワーズ！                                                     | Bittomo Senshi Kirameki Pawāzu!                                                               | Serie de TV. Episodios 1, 2 y 3                                    |                  |
| The Great Yokai War: Guardians                                                                    | 妖怪大戦争 ガーディアンズ                                                          | Yōkai daisensō: Gādianzu                                                                      | Película                                                           |                  |
| Drunken Angel (El ángel ebrio)                                                                    | 醉いどれ天使                                                                       | Yoidore Tenshi                                                                                | Obra de teatro                                                     |                  |
| The Mole Song: Final                                                                              | 土竜の唄 FINAL                                                                     | Mogura no uta Final                                                                           | Película                                                           |                  |
| 2022                                                                                              |                                                                                    |                                                                                               |                                                                    |                  |
| RizSta, Top of Artists!                                                                           | リズスタ -Top of Artists!-                                                         | RizuSuta Toppu ofu Aatisutsu                                                                  | Serie de TV (Director general)                                     |                  |
| Connect                                                                                           | 커넥트                                                                             | Keonegteu                                                                                     | Miniserie de TV. 6 Episodios                                       |                  |
| 2023                                                                                              |                                                                                    |                                                                                               |                                                                    |                  |
| Assistant Inspector: Daimajin                                                                     | 警部補ダイマジン                                                                   | Keibuho Daimajin                                                                              | Serie de TV. 8 Episodios                                           |                  |
| Lumberjack the Monster                                                                            | 怪物の木こり                                                                       | Kaibutsu no kikori                                                                            | Película                                                           |                  |
| Onimusha                                                                                          | 鬼武者                                                                             |                                                                                               | Serie Anime. 8 Episodios                                           |                  |
| 2024                                                                                              |                                                                                    |                                                                                               |                                                                    |                  |
| Midnight                                                                                          | ミッドナイト                                                                       | Middonaito                                                                                    | Cortometraje                                                       |                  |
| 2025                                                                                              |                                                                                    |                                                                                               |                                                                    |                  |
| New Unfettered Shogun                                                                             | 新・暴れん坊将軍                                                                   | Shin Abarenbô Shôgun                                                                          | Película para TV                                                   |                  |
| Blue Fight: The Breaking Down of Young Blue Warriors (Blazing Fists)                              | BLUE FIGHT ～蒼き若者たちのブレイキングダウン～                                    | Blue Fight: Aoki Wakamonotachi no Bureikingu Daun                                             | Película                                                           |                  |
| Nyaight of the Living Cat (Night of the Living Cat)                                               | ニャイト・オブ・ザ・リビングキャット                                               | Nyaito obu za Ribingu Kyatto                                                                  | Serie Anime. (Director general)                                    |                  |
| Sham                                                                                              | でっちあげ ～殺人教師と呼ばれた男                                                  | Detchiage: Satsujin Kyoshi to Yobareta Otoko                                                  | Película                                                           |                  |
| 2026                                                                                              |                                                                                    |                                                                                               |                                                                    |                  |
| Bad Lieutenant: Tokyo                                                                             | バッド・ルーテナント：トウキョウ                                                   | Baddo rūtenanto: Tōkyō                                                                        | Película                                                           |                  |

### Participación en otras obras
- Asistente de dirección en la serie de televisión Yuzo Kayama of blackjack (加山雄三のブラック・ジャック, Kayama Yuzo No Black Jack?) (1981 TV Asahi) dirigida por Yusuke Watanabe, Yoshiaki Banshō y Shigeyuki Yamane.
- Asistente de dirección en la serie de televisión Yami wo Kire (闇を斬れ, Yami wo Kire?) (1981, Kansai Televisión) dirigida por Kōsaku Yamashita, Kazuo Hase, Umetsugu Inoue, Hiroki Hayashi, Takemitsu Sato, Yasutada Nagano y Yoshiyuki Kuroda.
- Asistente de dirección (1982) en la serie de televisión Edogawa Rampo no bijo (江戸川乱歩の美女シリーズ, Edogawa Rampo no bijo shirîzu?) (1977–1994 TV Asahi) dirigida por Umetsugu Inoue, Tôru Murakawa, Masahisa Sadanaga, Yasutada Nagano, Kazuo Ikehiro, Kazuo Hase y Ryûichi Takamori.
- Asistente de dirección en la película para televisión Chichi to ko ( 父と娘, literalmente: Padre e hija?) (1983, Yomiuri TV) dirigida por Yusuke Watanabe.
- Asistente de dirección en la película para televisión Kaerazaru Umi (還らざる海, Kaerazaru Umi?) (1983, TBS) dirigida por Hideo Onchi.
- Asistente de dirección en la serie de televisión The Hangman (ザ・ハングマン, Za hanguman?) (1983-1987, Asahi Broadcasting, ABC) dirigida por múltiples directores, Miike trabajo como asistente en las partes:
  - New Hangman (The Hangman III) (新ハングマン（ザ・ハングマンIII）, Shin hangu man (za hanguman III)?)
  - The hangman 4 (ザ・ハングマン４,  Za hangu man 4?)
  - The Hangman V (The Hangman 5) ( ザ・ハングマンＶ（ザ・ハングマン５）, Za hanguman V (za hangu man 5)?)
  - The Hangman V (9.ª episode) Special: Chase the 20 billion belly button turned into gold nuggets! (ザ・ハングマンＶ（第９回）スペシャル　金塊に化けたヘソクリ200億を追え！, Za hanguman V (dai 9-kai) supesharu kinkai ni baketa hesokuri 200 oku o oe! ?)
  - The Hangman VI (The Hangman 6) (ザ・ハングマンVI（ザ・ハングマン６）, Za hanguman VI (za hangu man 6)?)
  - The Hangman 6 (7.ª) Special Clash! hangman vs video game (ザ・ハングマン６（第７回）スペシャル　激突！ハングマンVSテレビゲーム, Za hangu man 6 (dai 7-kai) supesharu gekitotsu hanguman VS terebigēmu?)
  - Hangman GOGO (The Hangman GOGO) (ハングマンGOGO（ザ・ハングマンGOGO）, Hanguman gōgō (za hanguman gōgō)?)
- Asistente de dirección en la serie de televisión Special Criminal The Cop (特命刑事ザ・コップ, Tokumei Keiji za koppu?) (1985, Asahi Broadcasting, ABC) dirigida por Susumu Kodama, Kiyoshi Nishimura, Yoichi Sai, Miyoshi Hikawa, Kazuo Yamamoto y Takemitsu Sato.
- Asistente de dirección en la serie de televisión Labyrinth Division Detective Omiya-san (迷宮課刑事 おみやさん, Meikyū-ka keiji omiyasan?) (1985, Asahi Broadcasting, ABC) dirigida por Masahisa Sadanaga, Toru Murakawa, Eiichi Kudo y Yasutada Nagano.
- Asistente de dirección en la película para televisión White execution (白の処刑, Shiro no shokei?) (1986, TV Asahi) dirigida por Kiyoshi Nishimura.
- Tercer Asistente de dirección en la película Zegen, el señor de los burdeles (女衒 ZEGEN?) (1987) dirigida por Shōhei Imamura.
- Asistente de dirección en la película This Story of Love (この愛の物語, Kono aino monogatari?) (1987) dirigida por Toshio Masuda.
- Asistente de dirección en la película Tomorrow ( TOMORROW 明日, Tomorrow - ashita?) (1988) dirigida por Kazuo Kuroki.
- Asistente de dirección en la película documental Top fighter  (トップ・ファイター, Toppu faitā?) (1988) dirigido por Yoshito Nakajima.
- Asistente de dirección en la película para televisión The man who rose from the grave (墓場から生きかえった男, Hakaba kara ikikaetta otoko?) (1988, TV Asahi) dirigida por Kiyoshi Nishimura.
- Asistente de dirección, de la parte japonesa, en la película Dioses contra demonios (Peacock King) (孔雀王, Hung cheuk wong ji?) (1988) dirigida por Lam Nai-Choi y Yuen Biao.
- Asistente de dirección en la película Lluvia negra (Black Rain) (黒い雨, Kuroi ame?) (1989) dirigida por Shōhei Imamura.
- Asistente de dirección, de la parte japonesa, en la película Saga of the Phoenix (孔雀王 アシュラ伝説, A Xiu Luo?) (1990) dirigida por Lam Nai-Choi y Lau Shut-Yue.
- Asistente de dirección en la película Peesuke: Gatapishi monogatari (ペエスケ ガタピシ物語?) (1990) dirigida por Shuji Goto.
- Asistente de dirección en la película para televisión Composition in my mind: My husband is trying to kill me (心中の構図 夫が私を殺そうとしている, Shinjū no kōzu otto ga watashi o korosou to shite iru?) (1990, Fuji Television) dirigida por Takemitsu Sato.
- Segundo asistente de dirección en la película Rônin-gai (浪人街?) (1990) dirigida por Kazuo Kuroki.
- Asistente de dirección en la película para televisión father and son suspicions (父と子の疑惑, Chantoko no giwaku?) (Fuji Television) dirigida por  Takemitsu Sato.
- Asistente de dirección en la película Shimanto River (四万十川, Shimanto-gawa?) (1991) dirigida por Hideo Onchi.
- Supervisor de la trilogía dirigida por Takeshi Yokoi en 2002, titulada:
  - Gokudô seisen: Jihaado (極道ジハード ～聖戦?)
  - Gokudô seisen: Jihaado II (極道ジハードII　～聖戦～?)
  - Gokudô seisen: Jihaado III (極道ジハードIII　～聖戦～?)
- Autor, junto a Kōji Kikkawa, de la letra de la canción "Milky Way" (2003, WOWOW) utilizada para su película The Negotiator (Kôshônin)
- Dirección del título de apertura en la serie de televisión Damned Files (ダムド・ファイル?) de 2003 a 2004 (Nagoya TV), en las partes:
  - Damned File File No.0000 That Tunnel  ( ダムド・ファイル 0,  ダムド・ファイル　スペシャル　～another episode　あのトンネル～?) dirigido por Kunitoshi Manda.
  - Damned Files 2 (ダムド・ファイル　シーズンII　DamneD FILes season II（file no.0013）放送局（第二章）中区?) dirigido por Hiroshi Tomizuka.
  - Damned Files 3 (ダムド・ファイル　シーズンIII　DamneD FILes season III?) dirigida por Kunitoshi Manda y Yukihisa Shichiji.
- Autor de la letra de la canción Ushizu no Uta (牛頭の唄?), compuesta por Kōji Endō y con la voz de Maki Hachiya, creada para los créditos finales de su película Gozu (2004)
- Autor de las letras de las canciones Aiwo Utaou (愛を謳おう?) y Oshiete Jiiji (教えてジィジ?) (2005, Universal Music Japan), compuestas por Kiyoshiro Imawano y Yōsui Inoue para su película La Gran Guerra Yokai (The Great Yokai War)
- Supervisor de la miniserie de TV Lesson of the Evil: Prologue (悪の教典-序章-, Aku no kyôten: Joshô?) (2012, BeetTV) dirigida por Fumio Nomoto.
- Supervisor y editor del videoclip If You Want de Kyosuke Himuro (2012, Warner Music Japan) [8]
- Supervisión general de la miniserie de TV Higanjima (彼岸島?) (2013, MBS) dirigida por Kenji Yokoi y Ken'ichirô Nishiumi.
- Supervisión de película para televisión Terra Formars: A New Hope (テラフォーマーズ／新たなる希望,  Terra Formars: Aratanaru Kibô?) (2016, dTV) dirigida por Yoshitaka Yamaguchi.

## Actor
| Año  | Título                                                | Título original                                     | Transcripción                                                         | Papel                                                                                         | Director                                                          | Tipo                 |
| ---- | ----------------------------------------------------- | --------------------------------------------------- | --------------------------------------------------------------------- | --------------------------------------------------------------------------------------------- | ----------------------------------------------------------------- | -------------------- |
| 1989 | Lluvia negra (Black Rain)                             | 黒い雨                                              | Kuroi ame                                                             | Trabajador de una fábrica (sin acreditar)                                                     | Shōhei Imamura                                                    | Película             |
| 1994 | Black Market Emperor: Silver and Gold 2               | 闇金の帝王 銀と金2                                  | Yamikin no teiou Gin to Kin 2                                         | Director del hotel cápsula                                                                    | Shun Nakahara                                                     | Vídeo                |
| 1994 | Kyouju Luger P08                                      | 凶銃ルガーP08                                       | Kyouju Luger P08                                                      | Barman                                                                                        | Takeshi Watanabe                                                  | Película             |
| 1995 | Another Lonely Hitman                                 | 新・悲しきヒットマン                                | Shin kanashiki hittoman                                               | Traficante de drogas (Bajo el seudónimo de Miike Dokomo)                                      | Rokurō Mochizuki                                                  | Película             |
| 1996 | Burusera shoppu obu horâzu                            | 恐怖!!寄生虫館の三姉妹                              | Burusera shoppu obu horâzu                                            | Padre Mayuzumi (Bajo el seudónimo de Miike Docomo)                                            | Takeshi Miyasaka                                                  | Vídeo                |
| 1996 | The Way to Fight                                      | 喧嘩の花道 大阪最強伝説                             | Kenka No Hanamichi: Ōsaka Saikyō Densetsu                             | Víctima apuñalada                                                                             | Takashi Miike                                                     | Vídeo                |
| 1997 | Young Thugs: Innocent Blood                           | 岸和田少年愚連隊 血煙り純情篇                       | Kishiwada shōnen gurentai: Chikemuri junjō-hen                        | Un hombre con pantalones rojos golpeado por Riichi                                            | Takashi Miike                                                     | Película             |
| 1998 | Golden Wolf: Resurrection 2                           | 蘇える金狼2 復活篇                                  | Yomigaeru kinrô 2 - fukkatsu-hen                                      | (Bajo el seudónimo de Miike Docomo)                                                           | Takeshi Watanabe                                                  | Vídeo                |
| 2000 | Isola (Múltiples personalidades)                      | ISOLA 多重人格少女                                  | Isola: Tajuu jinkaku shôjo                                            | Hombre desaliñado en un carro                                                                 | Toshiyuki Mizutani                                                | Película             |
| 2000 | Hiroshima Yakuza War final chapter                    | 広島やくざ戦争 完結編                               | Hiroshima yakuza sensō kanketsu-hen                                   | Teruo Miyamori, ejecutivo del grupo Kure Kojima                                               | Hiroyuki Tsuji                                                    | Vídeo                |
| 2000 | Aibou: Tokyo Detective Duo                            | 相棒                                                | Aibou                                                                 | Aparición en la décima temporada (2012) como Nobuo Takanashi, ejecutivo de Ryusuikai (yakuza) | Dirigida por múltiples directores                                 | Serie de TV          |
| 2001 | The Security Women Affair                             | 肉体警備員 裂かれた制服                             | Nikutai keibiin - sakareta seifuku                                    | Aparición especial                                                                            | Naoto Kumazawa                                                    | Vídeo                |
| 2001 | Agitator                                              | 荒ぶる魂たち                                        | Araburu tamashii-tachi                                                | Shinozaki (Bajo el seudónimo de Miike Moba)                                                   | Takashi Miike                                                     | Película             |
| 2002 | Young Thugs: EPISODE FINAL Stand By Me                | 岸和田少年愚連隊 EPISODE FINAL スタンド・バイ・ミー | Kishiwada Shonen Gou Regiment EPISODE FINAL Stand by Me               | Aparición especial. Un hombre con una gorra de los Hanshin Tigers                             | Takeshi Miyasaka                                                  | Vídeo                |
| 2002 | Cementerio Yakuza (Graveyard Of Honor)                | 新・仁義の墓場                                      | Shin jingi no hakaba                                                  | Pistolero del restaurante                                                                     | Takashi Miike                                                     | Película             |
| 2002 | Ichi the Killer: Episode 0                            | 殺し屋１ THE ANIMATION EPISODE 0                    | Koroshiya 1: The Animation Episode 0                                  | Kakihara (voz)                                                                                | Shinji Ishihira                                                   | OVA                  |
| 2003 | Most Dangerous Deka Matsuri                           | 最も危険な 刑事まつり                               | Mottomo kikenna Deka Matsuri                                          |                                                                                               | Dirigida por 11 directores                                        | Película             |
| 2003 | Yakuza Demon                                          | 鬼哭 kikoku                                         | Kikoku                                                                | Informante en la escalera                                                                     | Takashi Miike                                                     | Vídeo                |
| 2003 | Vidas truncadas (Last Life in the Universe)           | เรื่องรัก น้อยนิด มหาศาล                                 | Ruang rak noi nid mahasan                                             | Yakuza                                                                                        | Pen-Ek Ratanaruang                                                | Película             |
| 2003 | Gokudô deka                                           | 極道刑事                                            | Gokudô deka                                                           |                                                                                               | Sakichi Satô                                                      | Vídeo                |
| 2004 | Young Thugs: Kaoru-chan's Strongest Legend Yokai Hell | 岸和田少年愚連隊 カオルちゃん最強伝説 妖怪地獄      | Kishiwada Shonen Gu Regiment Kaoru-chan Strongest Legend Yokai Jigoku | Roku, comprador de objetos (Bajo el seudónimo de Miike Yellow)                                | Takeshi Miyasaka                                                  | Vídeo                |
| 2004 | Otakus in Love                                        | 恋の門                                              | Koi no mon                                                            | Responsable del club de imagen                                                                | Suzuki Matsuo y Hideaki Anno (opening)                            | Película             |
| 2005 | The Neighbor No. Thirteen                             | 隣人13号                                            | Rinjin 13-gô                                                          | Kaneda                                                                                        | Yasuo Inoue                                                       | Película             |
| 2005 | Hostel                                                | Hostel                                              |                                                                       | Aparición especial. Miike Takashi                                                             | Eli Roth                                                          | Película             |
| 2005 | Young Thugs: Murray Tiger                             | 岸和田少年愚連隊 カオルちゃん最強伝説 マレーの虎    | Kishiwata Shonen Gurentai Kaoru Chan Saikyo Densetsu Malay no Tora    | Roku, comprador de objetos (Bajo el seudónimo de Miike Yellow)                                | Takeshi Miyasaka                                                  | Vídeo                |
| 2006 | Animal Crossing: The Movie                            | 劇場版 どうぶつの森                                 | Gekijô-ban Dôbutsu no Mori                                            | Rakosuke (voz)                                                                                | Jôji Shimura                                                      | Película anime       |
| 2009 | Tenchijin (Heart of a Samurai)                        | 天地人                                              | Tenchijin                                                             | Torakage's Henchman                                                                           | Osaki Hirokazu, Keiji Kataoka, Yûsuke Noda y Yôichirô Takahashi   | Serie de TV          |
| 2010 | No More Heroes 2: Desperate Struggle                  | ノーモア★ヒーローズ2 デスパレート・ストラグル       |                                                                       | De él mismo (Amigo de Bishop) (voz)                                                           | Nobutaka Ichiki                                                   | Videojuego narrativo |
| 2011 | Q.P.                                                  | QP                                                  | Q.P.                                                                  | Kito (asesino contratado por Yokomizo-gumi)                                                   | Takashi Miike, Kyosuke Yabe, Takeshi Watanabe y Shintaro Sugawara | Serie de TV          |
| 2012 | Phoenix Wright: Ace Attorney                          | 逆転裁判                                            | Gyakuten Saiban                                                       | Miembro de la galería de la sala del tribunal                                                 | Takashi Miike                                                     | Película             |
| 2013 | The Tiger Mask                                        | タイガーマスク                                      | Taigâ masuku                                                          | Ejecutivo de la organización Tiger's Cave                                                     | Ken Ochiai                                                        | Película             |
| 2016 | Korogashi-ya no Pun                                   | ころがし屋のプン                                    | Korogashi Ya no Pun (Puchi Puchi Anime)                               | Pun (voz)                                                                                     | Takashi Miike                                                     | Miniserie de TV      |
| 2021 | No More Heroes III                                    | ノーモア★ヒーローズ3                                |                                                                       | (voz)                                                                                         | Goichi Suda y Ren Yamazaki                                        | Videojuego narrativo |
| 2022 | Ririka of the Star                                    | りりかの星                                          | Ririka no Hoshi                                                       |                                                                                               | Tokitoshi Shiota                                                  | Cortometraje         |
| 2024 | Midnight                                              | ミッドナイト                                        | Middonaito                                                            | Padre de Kaede. Camionero propietario de una empresa de transportes                           | Takashi Miike                                                     | Cortometraje         |

### Como sí mismo
- SQUALL Kōji Kikkawa in The Guys from Paradise (2001, Hammers) VHS. Documental. Making of. (46 min.)[11]
- BE SHOOTING The Guys from Paradise (2001, Hammers) VHS. Documental. Making of. (48 min.) [12]
- Electric Yakuza, Go to Hell! (2004) Dirigido por Yves Montmayeur. Documental. Telefilm. (54 min.) Documental sobre el cineasta japonés Takashi Miike, en el que asistiremos a su paso por festivales de cine y al estudio de sus principales películas, además de las opiniones sobre él de otros cineastas como Takeshi Kitano y Kinji Fukasaku.[13]
- Making of Zebraman (白黒つけた男たち　メイキングオブ「ゼブラーマン」,   Project Z Shirokuro tsuketai Otoko tachi?) (2004) Dirigido por Yasuhiro Miyamoto. Documental. Making of. (45 min.)
- Katanas, yakuzas y cintas de vídeo (2004) Dirigido por David Guaita. Documental. Telefilm. (52 min.) Documental que gira en torno a la nueva oleada de cine asiático que llegó de territorios orientales al resto del mundo, creando innovación e inspiración para occidente.[14]
- Hostel Dissected (2006) Dirigido por Gabriel Roth. Documental. Making of. (55 min.) [15]
- Yakuza Eiga, une histoire du cinéma yakuza (2009) Dirigido por Yves Montmayeur. Documental. Telefilm. (65 min.) Un asombroso viaje a través del cine japonés desde el final de la Segunda Guerra Mundial hasta nuestros tiempos. La historia de la Yakuza Eiga (cine yakuza) en el estudio Toei durante cuarenta años, actores y directores se han acercado al mundo de los yakuza, y algunos auténticos yakuza se han convertido en verdaderos actores.[16]
- Making of Crows Zero II ( メイキング オブ クローズZERO II,   Meikingu obu kurōzu ZERO II ?) (2009) Dirigido por Shotaro Endo. Documental. Making of. (36 min.)
- "North of Eden" Kyosuke Himuro ( 氷室京介「NORTH OF EDEN」?) CD+DVD (2013, Warner Music Japan ) Producida por Rob Cavallo. Documental. Conversación. (6 min.) [17]Tema musical para la película Los protectores (Shield of Straw).
- Yakuza Graveyard (2015) Documental. Entrevista (11 min.). Una entrevista con Takashi Miike sobre Kinji Fukasaku y el género cinematográfico yakuza. Dirigido por Andrew P. Kirkham y producido por Marc Walkow, fue realizada para ser parte del contenido extra de una caja Blu-ray (13 discos) editada por Arrow Vídeo en 2015, que recopila la colección completa de películas "Battle Without Honor and Humanity" de Kinji Fukasaku.[18]
- Chain Reactions (2024) Dirigido por Alexandre O. Philippe. Documental sobre cine. (103 min.) Documental estadounidense que trata sobre el impacto que tuvo la película de terror La matanza de Texas de 1974, en cinco artistas: Patton Oswalt, Takashi Miike, Alexandra Heller-Nicholas, Stephen King y Karyn Kusama.[19]

## Guion
| Año            | Título                                     | Título original               | Transcripción                                          | Director      | Tipo            |
| -------------- | ------------------------------------------ | ----------------------------- | ------------------------------------------------------ | ------------- | --------------- |
| 2000           | MPD Psycho                                 | 多重人格探偵サイコ            | Tajū jinkaku tantei saiko: Amamiya Kazuhiko no kikan   | Takashi Miike | Miniserie de TV |
| 2005           | La Gran Guerra Yokai (The Great Yokai War) | 妖怪大戦争                    | Yôkai daisensô                                         | Takashi Miike | Película        |
| 2007           | Sukiyaki Western Django                    | スキヤキ・ウエスタン ジャンゴ | Sukiyaki Uesutan Jango                                 | Takashi Miike | Película        |
| 2007 2008(DVD) | Miike Takashi × Aikawa Show: Zatoichi      | 三池崇史x哀川翔『座頭市』     | Miike Takashi × Aikawa Shô: Zatôichi (Theatrical Play) | Takashi Miike | Obra de teatro  |
| 2012           | Lesson of the Evil                         | 悪の教典                      | Aku No Kyôten                                          | Takashi Miike | Película        |

## Productor
| Año  | Título                                  | Título original                                                   | Transcripción                                          | Director                          | Tipo                     |
| ---- | --------------------------------------- | ----------------------------------------------------------------- | ------------------------------------------------------ | --------------------------------- | ------------------------ |
| 1992 | Never Comeback                          | 監禁逃亡                                                          | Kankin tôbô                                            | Masahide Kuwabara                 | Vídeo                    |
| 1993 | Journey to the West                     | 西遊記                                                            | Saiyūki                                                | Seiji Izumi                       | Película para televisión |
| 1994 | Black Market Emperor: Silver and Gold 2 | 闇金の帝王 銀と金2                                                | Yamikin no teiou Gin to Kin 2                          | Shun Nakahara                     | Vídeo                    |
| 1995 | The King of Minami: The Special Movie   | 難波金融伝・ミナミの帝王 スペシャル劇場版 ローンシャーク…追い込み | Nanba kin'yû-den, Minami no teiô: Supesharu gekijô-ban | Sadaaki Haginiwa                  | Película                 |
| 2000 | The Making of Gemini                    | MAKING OF 双生児 ー 塚本晋也が乱歩する                            | Tsukamoto Shin'ya ga Ranpo suru                        | Takashi Miike                     | Documental Making of     |
| 2008 | K-tai Investigator 7                    | ケータイ捜査官7                                                   | Keitai Sōsakan 7                                       | Dirigida por once directores      | Serie de TV              |
| 2013 | Higanjima                               | 彼岸島                                                            | Higanjima                                              | Kenji Yokoi y Ken'ichirô Nishiumi | Miniserie de TV          |